# Hitoshi Nanba
Hitoshi Nanba (難波日登志 Nanba Hitoshi?) es un director de anime japonés. Nanba comenzó a trabajar en la industria del anime en 1982 y dirigió su primera serie completa en 1989. Desde entonces, algunas de las series que ha dirigido incluyen Heroman, Gosick, y Golden Kamuy.

## Biografía
Hitoshi Nanba nació en la Prefectura de Niigata. Comenzó a trabajar en la industria del anime en 1982 y se encargó de dirigir por primera vez con Dash! Yonkuro en 1989. Después de Dash! Yonkurō, dirigió la adaptación al anime de Gosick en 2011. En 2018, estuvo a cargo de la adaptación al anime de Golden Kamuy.

## Trabajos

### Series de televisión
Destaca papeles con funciones de dirección de series.
| Año  | Título                                    | Director(es)                   | Estudio             | Funciones                                                                                 | Refs.       |
| ---- | ----------------------------------------- | ------------------------------ | ------------------- | ----------------------------------------------------------------------------------------- | ----------- |
| 1982 | Ninjaman Ippei                            | Hideo Takayashiki              | Tokyo Movie Shinsha | Animación clave (#1, 6-7, 12)                                                             | [ 6 ]       |
| 1987 | Mister Ajikko                             | Yasuhiro Imagawa               | Sunrise             | Guionista gráfico (#56, 60, 63, 72, 78, 85)                                               | [ 7 ]       |
| 1988 | Sore Ike! Anpanman                        | Akinori Nagaoka                | TMS Entertainment   | Guionista gráfico                                                                         | [ 8 ]       |
| 1989 | Dash! Yonkurō                             | Hitoshi Nanba Hiroshi Sasagawa | Aubec               | Director jefe Guionista gráfico (#16, 23)                                                 | [ 3 ] [ 9 ] |
| 1992 | Yadamon                                   | So Toyama                      | Group TAC           | Director de episodios (#21, 54, 72)                                                       | [ 10 ]      |
| 1993 | Jungle no Ōja Tar-chan                    | Hitoshi Nanba                  | Group TAC           | Director                                                                                  | [ 11 ]      |
| 1995 | Tobe! Isami                               | Gisaburō Sugii Tatsuo Satō     | Group TAC           | Guionista gráfico (#44)                                                                   | [ 12 ]      |
| 1995 | Bonobono                                  | Hitoshi Nanba                  | Group TAC           | Director de la serie Guionista gráfico (#1-2, 4, 12, 14, 25)                              | [ 13 ]      |
| 1996 | Kodomo no Omocha                          | Akitarō Daichi                 | Gallop              | Director de episodio (#4) Guionista gráfico (#4)                                          | [ 14 ]      |
| 1997 | Kyūketsuhime Miyu                         | Toshiki Hirano                 | AIC                 | Director de unidad (#15) Director técnico (#15)                                           | [ 15 ]      |
| 1998 | YAT Anshin! Uchū Ryokō 2                  | Hitoshi Nanba                  | Group TAC           | Director Director de episodio (#50) Guionista gráfico (#1, 44-45, 48-49)                  | [ 16 ]      |
| 2000 | Hajime no Ippo                            | Satoshi Nishimura              | Madhouse            | Director de episodio (#3)                                                                 | [ 17 ]      |
| 2001 | Baki the Grappler                         | Hitoshi Nanba                  | Group TAC           | Director de la serie                                                                      | [ 18 ]      |
| 2001 | Samurai Girl Real Bout High School        | Shinichi Tōkairin              | Gonzo               | Guionista gráfico (#12)                                                                   | [ 19 ]      |
| 2002 | Full Moon wo Sagashite                    | Toshiyuki Katō                 | Studio Deen         | Guionista gráfico                                                                         | [ 20 ]      |
| 2003 | Fullmetal Alchemist                       | Yasuhiro Irie                  | Bones               | Guionista gráfico (#4, 32, 57)                                                            | [ 21 ]      |
| 2004 | Area 88                                   | Isamu Imakake                  | Group TAC           | Guionista gráfico (#11)                                                                   | [ 22 ]      |
| 2005 | Kōkyōshihen Eureka Seven                  | Tomoki Kyoda                   | Bones               | Guionista gráfico (#6, 28)                                                                | [ 23 ]      |
| 2006 | Utawarerumono                             | Tomoki Kobayashi               | OLM                 | Guionista gráfico (#3, 9)                                                                 | [ 24 ]      |
| 2006 | Mamotte! Lollipop                         | Noriyuki Nakamura              | Studio Comet        | Guionista gráfico (#2)                                                                    | [ 25 ]      |
| 2006 | Galaxy Angel Rune                         | Seiji Kishi                    | Satelight           | Guionista gráfico (#6)                                                                    | [ 26 ]      |
| 2010 | Heroman                                   | Hitoshi Nanba                  | Bones               | Director Director de episodio (#ED) Guionista gráfico (#1, 3, 6, 9, 17-18, 22, 24-25; OP) | [ 18 ]      |
| 2011 | Gosick                                    | Hitoshi Nanba                  | Bones               | Director Guionista gráfico (#1, 4, 13, 24) Animación clave (#24)                          | [ 4 ]       |
| 2017 | Kokuhaku Jikkō Iinkai ~ Ren'ai Series~    | Hitoshi Nanba Takurō Tsukada   | Lay-duce            | Director jefe Guionista gráfico (#1, 4-5)                                                 | [ 27 ]      |
| 2018 | Golden Kamuy                              | Hitoshi Nanba                  | Geno Studio         | Director Guionista gráfico (#1-2, 8)                                                      | [ 5 ]       |
| 2018 | Golden Kamuy 2nd Season                   | Hitoshi Nanba                  | Geno Studio         | Director Guionista gráfico (#24)                                                          | [ 28 ]      |
| 2020 | Golden Kamuy 3rd Season                   | Hitoshi Nanba                  | Geno Studio         | Director Guionista gráfico (#25, 27)                                                      | [ 29 ]      |
| 2021 | I-Chu: Halfway Through the Idol           | Hitoshi Nanba                  | Lay-duce            | Director                                                                                  | [ 30 ]      |
| 2023 | Tomo-chan wa Onnanoko!                    | Hitoshi Nanba                  | Lay-duce            | Director Guionista gráfico (#1, 4, 10, 13)                                                | [ 31 ]      |
| 2025 | #Compass 2.0 Sentō Setsuri Kaiseki System | Hitoshi Nanba                  | Lay-duce            | Director                                                                                  | [ 32 ]      |

### Películas
| Año  | Título                                     | Director(es)    | Estudio             | Funciones            | Refs.  |
| ---- | ------------------------------------------ | --------------- | ------------------- | -------------------- | ------ |
| 1979 | Lupin III: Cagliostro no Shiro             | Hayao Miyazaki  | Tokyo Movie Shinsha | Animación intermedia | [ 33 ] |
| 1981 | Jarinko Chie                               | Isao Takahata   | Tokyo Movie Shinsha | Animación intermedia | [ 34 ] |
| 1992 | Muumindani no Suisei                       | Hiroshi Saitō   | Visual 80           | Animación clave      | [ 35 ] |
| 2000 | Sore Ike! Anpanman: Ningyohime no Namida   | Akinori Nagaoka | TMS Entertainment   | Guionista gráfico    | [ 36 ] |
| 2004 | Pokemon Movie 07: Rekkū no Hōmonsha Deoxys | Kunihiko Yuyama | OLM                 | Guionista gráfico    | [ 37 ] |

### ONAs
Destaca papeles con funciones de dirección de series.
| Año  | Título        | Director(es)  | Estudio  | Funciones | Refs.  |
| ---- | ------------- | ------------- | -------- | --------- | ------ |
| 2024 | Rising Impact | Hitoshi Nanba | Lay-duce | Director  | [ 38 ] |

### OVAs
Destaca papeles con funciones de dirección de series.
| Año  | Título                             | Director(es)   | Estudio                    | Funciones                                                | Refs.         |
| ---- | ---------------------------------- | -------------- | -------------------------- | -------------------------------------------------------- | ------------- |
| 1988 | Ace wo Nerae! 2                    | Noboru Furuse  | TMS Entertainment Annapuru | Director de episodio (#12) Guionista gráfico (#4, 7, 10) | [ 39 ]        |
| 1991 | Sukeban Deka                       | Takeshi Hirota | SIDO LIMITED               | Guionista gráfico (#1-2)                                 | [ 40 ]        |
| 2003 | Hajime no Ippo: Mashiba vs. Kimura | Hitoshi Nanba  | Madhouse                   | Director Guionista gráfico                               | [ 41 ] [ 42 ] |

### Especiales
Destaca papeles con funciones de dirección de series.
| Año  | Título                               | Director(es)                 | Estudio  | Funciones                       | Refs.         |
| ---- | ------------------------------------ | ---------------------------- | -------- | ------------------------------- | ------------- |
| 2016 | Fate/Grand Order: First Order        | Hitoshi Nanba                | Lay-duce | Director Guionista gráfico      | [ 43 ] [ 44 ] |
| 2017 | Fate/Grand Order: Moonlight/Lostroom | Hitoshi Nanba Takurō Tsukada | Lay-duce | Director jefe Guionista gráfico | [ 45 ] [ 46 ] |